# Бравин, Николай Захарьевич
Николай Захарьевич Бравин (13 мая 1881, Симферополь — январь 1921, Газни) — российский дипломат, первый советский дипломатический представитель в Персии и Афганистане, невозвращенец.

## Биография
Родился в Симферополе в семье шлиссельбургского мещанина Захария Терентьевича Бравина и его супруги Марии Николаевны. Окончил факультет восточных языков Санкт-Петербургского университета по арабско-персидско-турецко-татарскому разряду и Учебное отделение восточных языков при азиатском департаменте МИД.
С 1905 года на дипломатической службе в Персии. В 1907—1909 исполнял обязанности вице-консула в Сеистане. В 1909—1911 служит в консульствах в Бомбее и Калькутте, затем до 1913 года — в Аддис-Абебе. С 1914 года вновь в Персии: занимает должность вице-консула в Казвине, Сеистане, Хое.
Будучи хорошо образованным и прилежным чиновником, Бравин, однако, проявил себя крайне конфликтным человеком, испортившим отношения со всеми сослуживцами и начальством, терпевшим его только в силу дефицита квалифицированных специалистов на восточном направлении.
После Октябрьской революции Бравин переходит на службу советской власти, получает назначение дипломатического представителя России в Персии и в январе 1918 года прибывает в Тегеран. Здесь Бравин активно налаживает контакты с представителями различных слоев общества, выступает на митингах и собраниях, разъясняя международную политику советского правительства в связи с расторжением англо-русского соглашения 1907 года о разделе сфер влияния в Персии. Однако шахское правительство под давлением английской миссии вело двойную политику, одновременно поддерживая отношения и с Бравиным, и с представителем прежней власти Н. С. фон Эттером. Полномочия Бравина так и не были признаны официально, и в июне его отозвали в Москву.
В марте 1919 Бравин прибыл в Ташкент в качестве уполномоченного НКИД в Туркестанской республике.
В феврале того же года в соседнем Афганистане к власти пришел Аманулла-хан, провозгласивший независимость от Великобритании. Это привело к войне, и афганское правительство оказалось заинтересованным в налаживании отношений с Советской Россией. Советский НКИД, отрезанный от Афганистана фронтами Гражданской войны, поручил туркестанскому правительству организовать своими силами миссию в Кабул. В апреле 1919 года руководителем миссии был назначен Бравин.
29 апреля миссия пересекла афганскую границу, однако была задержана пограничной стражей и помещена под арест в ожидании разрешения из Кабула. 8 мая, так и не дождавшись санкции, миссия была отправлена на советскую территорию.
Вторая попытка была предпринята в июне, когда Бравин получил из Москвы верительную грамоту о назначении его «чрезвычайным уполномоченным Советского правительства» в Афганистане. На этот раз миссия отправилась вверх по Амударье, но в 100 верстах до Керков пароход был обстрелян туркменами, получил повреждения и был вынужден вернуться.

Советская миссия перед отъездом в Афганистан. Н. З. Бравин сидит, третий справа.

Миссии удалось достичь цели с третьей попытки на лошадях через Кушку и Герат. Советская делегация прибыла в Кабул 21 августа 1919 года. К этому времени англо-афганская война закончилась, был подписан прелиминарный мирный договор, и приоритеты Кабула несколько изменились: эмир остерегался налаживать отношение с большевиками, ставя под угрозу мир с Британией. Особенно опасалось афганское руководство распространения советской политической пропаганды. Однако Бравину удалось добиться открытия представительства в Кабуле и нескольких консульств.
Непрекращающиеся конфликты Бравина с другими членами миссии и недоверие новой власти к бывшему царскому чиновнику привели к решению об отзыве Бравина и замене его Я. З. Сурицем. Суриц, прибыв в Кабул в декабре 1919 года, отстранил Бравина от должности и потребовал его возвращения в Туркестан с отчетом. Однако Бравин подал в отставку и отказался покинуть Афганистан, став первым советским дипломатом-невозвращенцем. На протяжении 1920 года Бравин оставался в Кабуле, читая лекции по юриспруденции и международному праву для сотрудников афганского МИД. В январе 1921 года Бравин попытался перебраться в британскую Индию, взяв с собой большой архив имевшихся у него документов. Передача этой информации британцам было крайне нежелательна как для афганской, так и советской стороны. Во время остановки в Газни Бравин был убит одним из сопровождавших его афганских военных. В смерти Бравина афганскими властями был обвинен человек, не имевший к делу никакого отношения.

## Награды
- Орден Льва и Солнца 3-й степени (Персия);[9]
- Орден Святого Станислава 3-й степени;
- Орден Святой Анны 3-й степени;
- Орден Звезды Эфиопии;
- Бухарская золотая звезда[3].